# 習志野隕石
習志野隕石（ならしのいんせき）は、2020年（令和2年）7月2日未明に千葉県北西部の習志野市周辺に落下した隕石。習志野市と船橋市で破片が見つかっている。

## 発見・命名の経緯
2020年7月2日午前2時32分、関東地方や東海地方などで火球として目撃され、その後は千葉県側の東京湾上空で見えなくなった。未明にもかかわらず、SNS上には火球の動画や爆発音の証言などの投稿や警察などへの通報が相次いだ。大学研究者やアマチュア天文愛好家などによる観測者グループによると、燃え尽きずに隕石として落下した場合は千葉県千葉市の北西部や佐倉市などで見つかる可能性が高いとして、捜索の協力が呼びかけられた。
同年7月13日、燃え尽きなかった岩石部分が千葉県習志野市のマンションに落下しているとの情報が同マンションの住民から千葉県立中央博物館に寄せられ、調査を担当した国立科学博物館が岩石を分析した結果、隕石の破片2個を確認したと発表した。同博物館によると、ガンマ線測定の結果から26Al、22Na、54Mn、52Mnなど、宇宙線により生成される放射性核種が検出され、その半減期から7月中に落下した隕石であると判明した。破片の重さは63グラム (g) と70 gで、2つの隕石の破断面が一致することから1つの隕石が分裂したものと考えられている。破片は同月22日にも船橋市内で見つかり、破片は合計約350 g回収、火球の規模からさらに大きな隕石片が落下しているものと考えられている。この隕石落下により前述のマンションの廊下や手すりに石が衝突した痕跡が確認され、船橋市に落下した隕石片は民家の瓦屋根を破損させている。
同年10月25日に習志野隕石2号落下地の北約1キロメートルにある千葉県船橋市内のスーパーマーケットの屋上駐車場で大きさ約3.0×2.5×1.5センチメートル、重量14.67 gの破片が発見され、千葉県立中央博物館に問い合わせがあり、国立科学博物館が分析を行なった結果、宇宙線生成核種のアルミニウム-26（半減期約70万年）、ナトリウム-22（半減期約2.6年）、マンガン-54（半減期約312日）が検出され、最近落下した隕石であることが確認された。これに伴い、見つかった隕石は、「習志野隕石3号」と命名された。
日本で隕石が発見されたのは、2018年9月の小牧隕石以来で、国内では53番目に確認されたことになる。また、千葉県では1969年の芝山町で発見された芝山隕石以来、ほぼ半世紀ぶりの隕石発見となった。
国立科学博物館では、この隕石の名称について、最初に発見された自治体名から「習志野隕石」と命名し、今後は岩石に含まれる鉱物や貴ガスなどの分析を進め、分類が確定した時点で国際隕石学会に登録申請する予定であるとしていた。2020年11月1日、国際隕石学会に「習志野隕石 (Narashino)」として登録され、国際隕石学会の学会誌データベース Meteoritical Bulletin Database に、H5 普通コンドライトとして分類されて登録された。習志野市で発見されたものは「習志野隕石1号」、船橋市で発見されたものは「習志野隕石2号」と呼称されている。2号は発見までの20日間屋外にあったため、錆により表面が茶色くなっている。
国立科学博物館によると、「火球の軌道」と「隕石本体」の両方が同時に見つかったのは、非常に珍しい事例だとしており、同博物館グループ長の米田成一は小惑星探査機「はやぶさ」のサンプルなどに匹敵する宇宙の貴重な情報になるとして、今後この隕石に関する研究を開始することを明らかにしている。国立科学博物館は2020年11月10日から翌月13日までの期間、隕石から採取した標本と破損した瓦などを展示した。
その後、習志野市は国立科学博物館や大阪市の3Dデザイン会社の協力を得た上で、3Dプリンターで隕石のレプリカを製作。2023年2月20日から習志野市庁舎にて常設公開すると共に前日（同月19日）から同市ホームページ上にて「3D習志野隕石図鑑」を掲載した。